# エリーザベト・クリスティーネ・フォン・ブラウンシュヴァイク＝ヴォルフェンビュッテル (1715-1797)
エリーザベト・クリスティーネ・フォン・ブラウンシュヴァイク＝ヴォルフェンビュッテル＝ベーヴェルン（ドイツ語: Elisabeth Christine von Braunschweig-Wolfenbüttel-Bevern, 1715年11月8日 - 1797年1月13日）は、プロイセン王フリードリヒ2世の妃。父はブラウンシュヴァイク＝ベーヴェルン公でブラウンシュヴァイク＝ヴォルフェンビュッテル侯を継いだフェルディナント・アルブレヒト2世、母はブラウンシュヴァイク＝ヴォルフェンビュッテル侯ルートヴィヒ・ルドルフの娘アントイネッテ・アマーリエ。

## 生涯
1715年11月8日、ブラウンシュヴァイク＝ベーヴェルン公並びにブラウンシュヴァイク＝ヴォルフェンビュッテル侯のフェルディナント・アルブレヒト2世とブラウンシュヴァイク＝ヴォルフェンビュッテル侯ルートヴィヒ・ルドルフの娘アントイネッテ・アマーリエの第3子として生まれた。
母方の祖父ルートヴィヒ・ルドルフにはアントイネッテ・アマーリエ含め女子3人しか子供がいないため、父フェルディナント・アルブレヒト2世がアントイネッテ・アマーリエと結婚することで、ブラウンシュヴァイク＝ヴォルフェンビュッテルを相続していた。母の姉で同名のエリーザベト・クリスティーネは神聖ローマ皇帝カール6世の皇后であり、その娘でフランツ1世シュテファンの皇后かつオーストリア大公・ハンガリー女王のマリア・テレジアは従妹にあたる。
1733年6月12日に17歳で王太子であったフリードリヒと、ヴォルフォンヴィッテル近郊のザルツダールム宮殿にて結婚した。同年にエリーザベトの兄カールがフリードリヒの妹フィリッピーネ・シャルロッテと結婚している。
エリーザベトの夫となった王太子フリードリヒは3歳年上の20歳だった。フリードリヒはこの結婚以前、イギリス王ジョージ2世の娘アミーリア王女との縁談が進んでいたが、父フリードリヒ・ヴィルヘルム1世からの度重なる暴力に耐えかねて逃亡事件を起こし、事実上の破談となった。事件後王太子は、ベルリンから遠いキュストリンの王領地の管理の任を任されながらも、父王から徹底した監視・管理をされた生活を送っていた。父王はウィーン宮廷との協調を強力にするため、皇后の姪にあたるエリーザベトとの婚約を息子に強制した。明白な政略結婚であったが、フリードリヒがそれに逆らうことは許されず、「恭々しく」受けるしかなかった。1732年3月10日にベルリンにて婚約が調い、婚約式が執り行われ、エリーザベトはフリードリヒとその家族に対面した。しかし婚約者のフリードリヒを筆頭に、イギリス王室との縁談を進めていた母の王妃ゾフィー・ドロテアやフリードリヒの姉妹たちには歓迎されなかった。
結婚後、ラインスベルク宮殿での夫婦生活は7年間続いた。フリードリヒ・ヴィルヘルム1世が死去した後、王位を継承した夫フリードリヒ2世はエリーザベトを王妃にしたものの、シェーンハウゼン宮殿を彼女に贈り、自身は主に居をポツダムにかまえ、王妃はシェーンハウゼン宮とベルリンを中心に生活するという別居生活となった。夫婦生活は皆無となり、当然子供はできなかった。
エリーザベトは美しい容姿で、信仰心が篤く善良な人柄であったが、フリードリヒは終生彼女に関心を持つことがなかった。控えめな性格でもあった彼女は、王に顧みられることの全く無い境遇を甘んじて受け入れ、かつひたすら夫を深く尊敬し続け、1786年のフリードリヒの死に際しては人一倍悲しんだと言われる。
夫の死後、46年間エリーザベトが常に夫への忠誠を尽くして全うした王妃としての職務は、新国王フリードリヒ・ヴィルヘルム2世妃のフリーデリケ・フォン・ヘッセン＝ダルムシュタットに引き継がれた。しかしエリーザベトは公務から完全に引退することはなかった。フリードリヒ・ヴィルヘルム2世は頻繁に伯母（伯父の妻かつ母の姉に当たる）を訪ね、親密な関係を築いた。
エリーザベト・クリスティーネ自身は子を生さなかったが、妹ルイーゼ・アマーリエが夫フリードリヒの弟アウグスト・ヴィルヘルムと結婚し、フリードリヒ・ヴィルヘルム2世のほか3人の子をもうけている。フリードリヒ・ヴィルヘルム2世は1797年11月に死去するが、エリーザベト・クリスティーネは同年1月に81歳の高齢でベルリンにて崩御した。国王は荘厳な葬儀を執り行い、棺はベルリン大聖堂に葬られた。

## ブラウンシュヴァイク＝リューネブルク家の親族
神聖ローマ皇帝カール6世の皇后でマリア・テレジアを産んだ同名のエリーザベト・クリスティーネは、同じブラウンシュヴァイク＝リューネブルク家の出身で、母方の伯母に当たる。また、フリードリヒ・ヴィルヘルム2世の最初の妻で同名のエリーザベト・クリスティーネは、長兄カールの娘である。兄弟姉妹にはカールと上記のルイーゼ・アマーリエの他、次兄にロシア皇帝イヴァン6世の父アントン・ウルリヒが、末妹にデンマーク王フレゼリク5世の後妻ユリアーネ・マリーがいる。
父方の叔父であるブラウンシュヴァイク＝ベーヴェルン公エルンスト・フェルディナントの長男アウグスト・ヴィルヘルムは、フリードリヒ2世の下で軍人として活躍した。